# Carrouges
|  | Per a altres significats, vegeu «Castell de Carrouges». |

Carrouges és un municipi francès al departament de l'Orne (regió de Normandia). L'any 2007 tenia 733 habitants.

## Demografia

### Població
El 2007 la població de fet de Carrouges era de 733 persones. Hi havia 272 famílies de les quals 100 eren unipersonals (32 homes vivint sols i 68 dones vivint soles), 76 parelles sense fills, 68 parelles amb fills i 28 famílies monoparentals amb fills.
La població ha evolucionat segons el següent gràfic:

### Habitatges
El 2007 hi havia 350 habitatges, 287 eren l'habitatge principal de la família, 31 eren segones residències i 31 estaven desocupats. 279 eren cases i 70 eren apartaments. Dels 287 habitatges principals, 153 estaven ocupats pels seus propietaris, 118 estaven llogats i ocupats pels llogaters i 16 estaven cedits a títol gratuït; 2 tenien una cambra, 35 en tenien dues, 69 en tenien tres, 95 en tenien quatre i 87 en tenien cinc o més. 171 habitatges disposaven pel capbaix d'una plaça de pàrquing. A 146 habitatges hi havia un automòbil i a 91 n'hi havia dos o més.

### Piràmide de població
La piràmide de població per edats i sexe el 2009 era:
| Homes | Edats   | Dones |
| ----- | ------- | ----- |
| 0     | 95 o +  | 20    |
| 0     | 90 a 94 | 24    |
| 4     | 85 a 89 | 32    |
| 4     | 80 a 84 | 8     |
| 24    | 75 a 79 | 28    |
| 8     | 70 a 74 | 4     |
| 16    | 65 a 69 | 28    |
| 4     | 60 a 64 | 24    |
| 24    | 55 a 59 | 12    |
| 20    | 50 a 54 | 24    |
| 16    | 45 a 49 | 16    |
| 28    | 40 a 44 | 32    |
| 36    | 35 a 39 | 28    |
| 12    | 30 a 34 | 16    |
| 24    | 25 a 29 | 24    |
| 4     | 20 a 24 | 16    |
| 12    | 15 a 19 | 12    |
| 40    | 10 a 14 | 32    |
| 44    | 5 a 9   | 0     |
| 8     | 0 a 4   | 24    |

## Economia
El 2007 la població en edat de treballar era de 383 persones, 280 eren actives i 103 eren inactives. De les 280 persones actives 254 estaven ocupades (140 homes i 114 dones) i 26 estaven aturades (13 homes i 13 dones). De les 103 persones inactives 27 estaven jubilades, 41 estaven estudiant i 35 estaven classificades com a «altres inactius».

### Ingressos
El 2009 a Carrouges hi havia 284 unitats fiscals que integraven 611 persones, la mediana anual d'ingressos fiscals per persona era de 14.727 €.

### Activitats econòmiques
Dels 67 establiments que hi havia el 2007, 3 eren d'empreses alimentàries, 1 d'una empresa de fabricació d'elements pel transport, 1 d'una empresa de fabricació d'altres productes industrials, 8 d'empreses de construcció, 12 d'empreses de comerç i reparació d'automòbils, 2 d'empreses de transport, 5 d'empreses d'hostatgeria i restauració, 5 d'empreses financeres, 5 d'empreses immobiliàries, 7 d'empreses de serveis, 14 d'entitats de l'administració pública i 4 d'empreses classificades com a «altres activitats de serveis».
Dels 23 establiments de servei als particulars que hi havia el 2009, 1 era una gendarmeria, 1 oficina de correu, quatre oficines bancàries, dos tallers de reparació d'automòbils i de material agrícola, una autoescola, dos paletes, un guixaire pintor, dues fusteries, una lampisteria, dues perruqueries, un veterinari, dos restaurants, dues agències immobiliàries i un saló de bellesa.
Dels vuit establiments comercials que hi havia el 2009, una era una gran superfície de material de bricolatge, una botiga de més de 120 m², 1 una botiga de menys de 120 m², dues carnisseries, una botiga de roba, una botiga d'equipament de la llar i una joieria.
L'any 2000 a Carrouges hi havia 15 explotacions agrícoles que ocupaven un total de 588 hectàrees.

## Equipaments sanitaris i escolars
El 2009 hi havia una farmàcia i dues ambulàncies. El 2009 hi havia dues escoles elementals. Carrouges disposava d'un col·legi d'educació secundària amb 173 alumnes.

## Poblacions properes
El següent diagrama mostra les poblacions més properes.